# Amand Vanderhagen
Amand Vanderhagen, né en 1753 à Anvers et mort en juillet 1822 à Paris, est un clarinettiste, compositeur et pédagogue flamand.

## Biographie
Vanderhagen fait ses débuts musicaux à l'âge de 10 ans, dans le chœur de la cathédrale de sa ville natale. Il rejoint ensuite à Bruxelles son oncle, hautboïste dans la musique du Prince Charles-Alexandre de Lorraine, et y bénéficie des leçons de composition de Pierre Van Maldere. Il s'installe à Paris en 1785, où il devient première clarinette des Gardes françaises, et compose déjà quelques marches militaires. Trois ans plus tard, il devient chef de musique de cette formation, jusqu'à la Révolution française. Il est alors l'un des 45 musiciens que Bernard Sarrette réunit pour former le corps de la Garde nationale de Paris, et enseigne à l'école de musique préfigurant la création du Conservatoire de Paris. Il occupe ensuite divers postes au gré des régimes politiques successifs, dans la musique de la Garde du Directoire, en 1798, puis dans celle des Consuls, et devient sous-chef de musique des grenadiers de la Garde impériale. Après la campagne de Prusse de 1806-1807, Napoléon lui décerne la Légion d'honneur. À la fin du Premier Empire, il entre à l'orchestre du Théâtre-Français, dans lequel il restera jusqu'à sa mort.
Comme compositeur, on lui doit de nombreux arrangements d'airs d'opéras, des suites, marches, pas redoublés et pots-pourris pour harmonie, deux concertos pour flûte, deux concertos pour clarinette, des duos pour flûte, hautbois, clarinette, cor... En édition moderne sont par exemple disponibles chez Kunzelmann Six duos pour 2 clarinettes et chez Egge Verlag Douze duos pour 2 hautbois. Mais il est surtout connu et reconnu pour son corpus pédagogique. Il est en effet l'auteur de méthodes et traités de référence sur la flûte, le hautbois, et la clarinette, instrument dont il contribua à mettre au point la technique moderne.

## Œuvre pédagogique

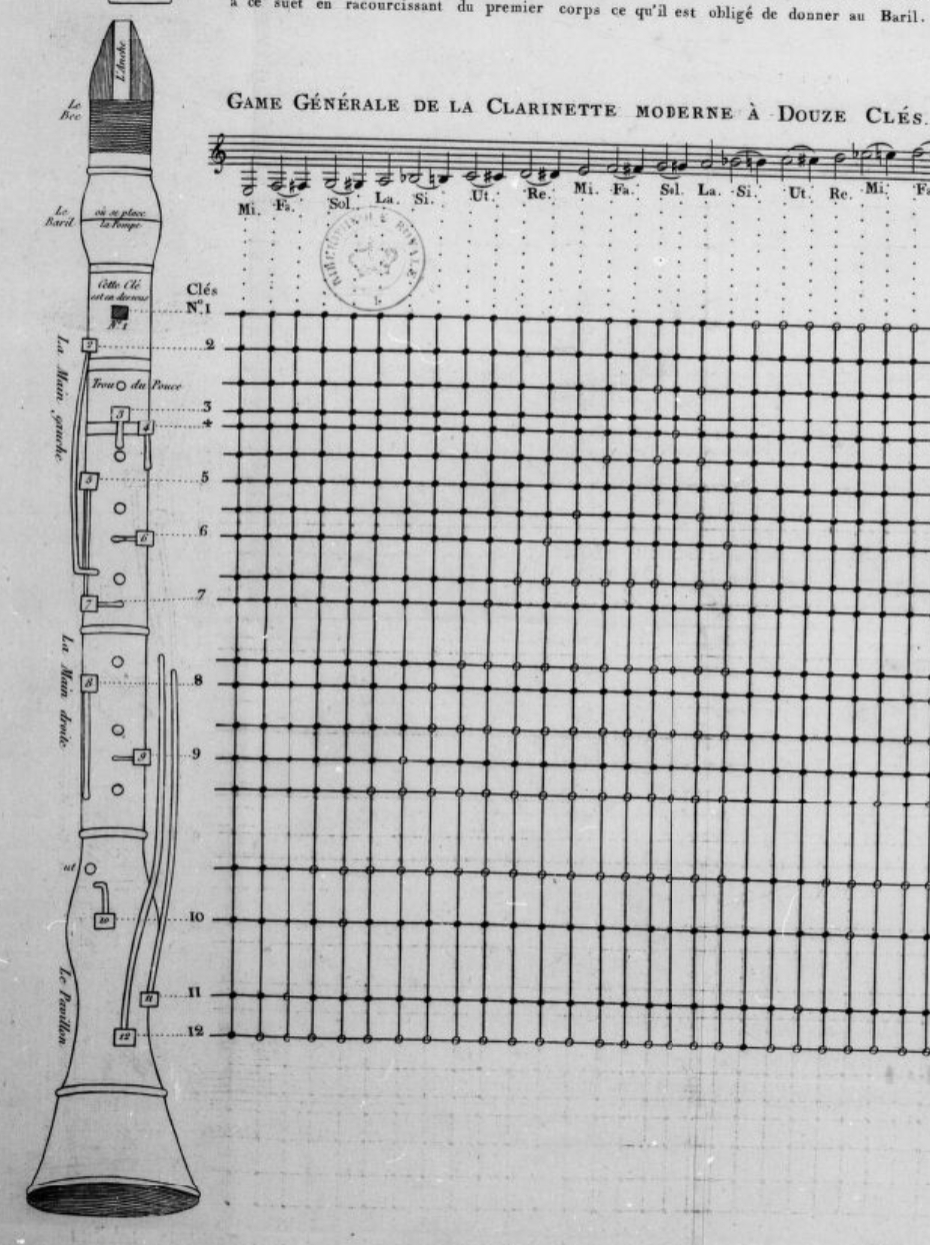
Dessin et gamme d'une "clarinette moderne à 12 clefs", par Amand Vanderhagen (1819).

- Méthode nouvelle et raisonnée pour la clarinette (1785)
- Méthode nouvelle et raisonnée pour le hautbois, divisée en deux parties (ca 1792)
- Méthode claire et facile pour apprendre à jouer en très peu de temps de la flûte
- Nouvelle méthode de clarinette (1796)[4]
- Nouvelle méthode de flûte, divisée en deux parties (ca 1798)
- Nouvelle méthode  pour la clarinette moderne à 12 clefs (1819)[5]